# Саид ибн Ахмед
Саид бин Ахмед (1741—1811) — второй имам Омана из династии Аль Саид (1783—1786).

## Биография
Второй сын и преемник Ахмеда ибн Саида (1710—1811), первого имама Омана (1744—1786).
В 1783 году после смерти своего отца Саид бин Ахмед унаследовал титул имама Омана и занял столицу государства — Рустак. Против нового имама выступили младшие братья Сайф и Султан, которые при поддержке Шейха Сакара из племени Шемаль рассчитывали захватить трон. Союзники захватили города Хамра, Шаргах, Рамс и Хор Факан. Имам Саид ибн Ахмед попытался вернуть эти города, но потерпел неудачу. Несмотря на это, его братья вынуждены были покинуть родину. Сайф отплыл в Восточную Африку, намереваясь стать там независимым правителем, но вскоре умер, а его брат Султан бежал в Белуджистан, где получил от местного правителя во владение приморский город Гвадур.
Саид становился всё более непопулярным. Примерно в конце 1785 года группа знати избрала имамом его брата Кайса ибн Ахмеда, губернатора Сухара. Но это восстание было подавлено.
В 1786 год Хамид ибн Саид, второй сын имама, поднял мятеж против власти своего отца. Вначале Хамид со сторонниками захватил форты аль-Джалили и аль-Мирани, подчинив своей власти Маскат. Затем один за другим остальные крепости в Омане перешли под его контроль. Он принял титул сейида и основал свой двор в Маскате. Его отец Саид ибн Ахмед остался в Рустаке и сохранил титул имама, но не имел реальной власти в государстве. Многие племена отказались признавать это решение. В стране вспыхнула междоусобица. Таким образом, государство фактически распалось на враждовавшие между собой имамат Оман (внутренние районы страны) и султанат Маскат (её прибрежная часть). Хамид отказался от претензий на управление кочевыми племенами, сосредоточив все силы на развитии торговли и установлении контроля над Ормузским проливом. При нём велась энергичная война с пиратами и были пожалованы многие льготы купцам.
Саид ибн Ахмед скончался в Рустаке в 1811 году.

## Дети
- Ахмед ибн Саид (ум. 1819), губернатор Маската (1792—1811) и Рустака (1811—1812)
- Хамид ибн Саид (ум. 1792), султан Омана (1786—1792)
- Насир ибн Саид (ум. 1812)
- Сайф ибн Саид (ум. 1809)